# Malmgreniella nigralba
Malmgreniella nigralba är en ringmaskart som först beskrevs av Miles Joseph Berkeley 1923.  Malmgreniella nigralba ingår i släktet Malmgreniella och familjen Polynoidae. Inga underarter finns listade i Catalogue of Life.